# BRDM-2
BRDM-2 (Бронированная Разведывательно-Дозорная Машина, Bronirovannaja Razvedyvatělno-Dozornaja Mašina) je sovětské, resp. ruské obojživelné obrněné průzkumné vozidlo z šedesátých let 20. století. Známé bylo i pod označeními BTR-40PB, BTR-40P-2 a GAZ 41-08. Toto vozidlo bylo, jako mnoho jiných sovětských, ve velkém vyváženo a nasazení se dočkalo v minimálně 38 zemích. Jedná se o modernizaci předchůdce BRDM-1 se silnější výzbrojí i snadnější manévrovatelností a pohyblivostí.

## Výzbroj
Manuálně ovládaná věž u základní verze transportéru s náměrem -5° až +30° a odměrem plných 360° je vyzbrojena kulometem KPVT ráže 14,5mm se zásobou 500 nábojů, a s ním spřaženým 7,62mm kulometem PKT se zásobou 2 000 nábojů.

## Varianty
- BRDM-2 – základní verze
- BRDM-2U – velitelské vozidlo s malým generátorem a dvěma anténami místo věže
- BRDM-2RCh – vozidlo radiačního a chemického průzkumu
- BRDM-2 s PTŘS AT-2/AT-3/AT-5 – protitankové vozidlo na bázi BRDM-2
- 9K31 Strela-1 ("SA-9 Gaskin") – samohybný protiletadlový raketový komplet

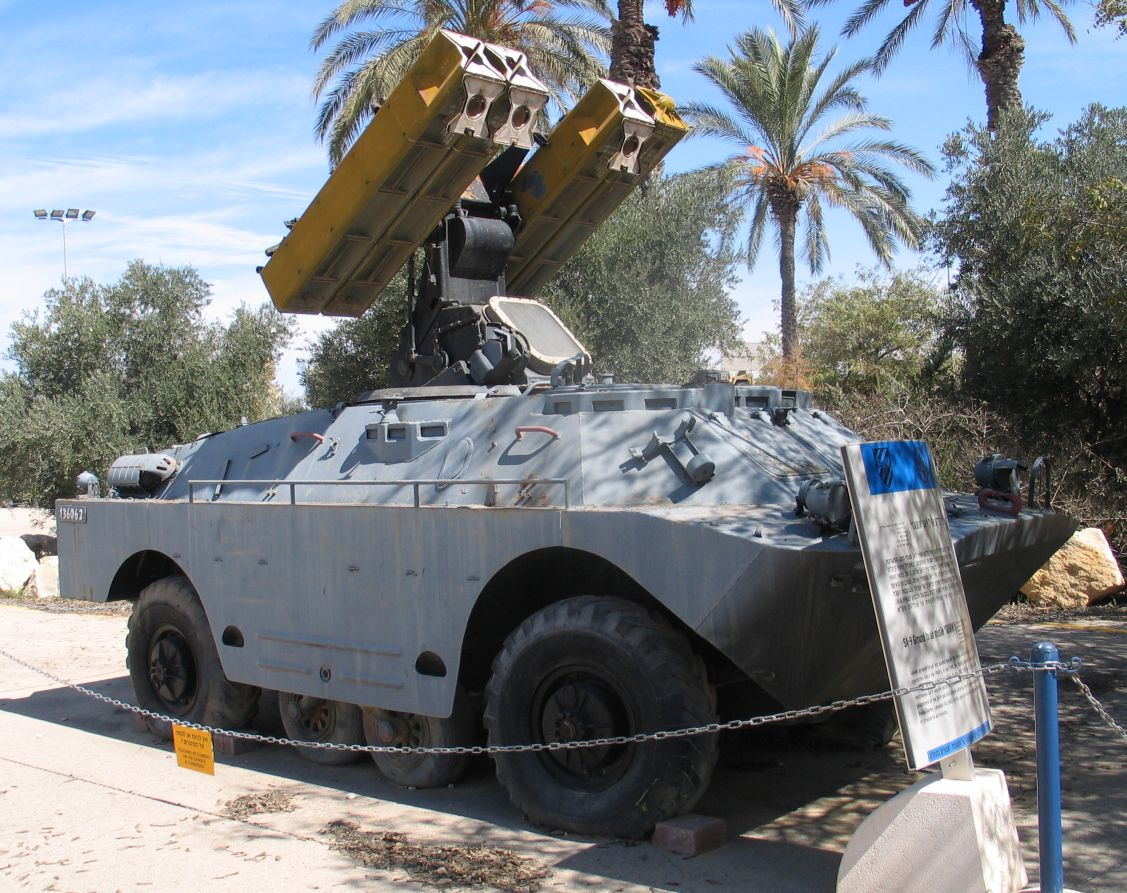
SA-9 Gaskin
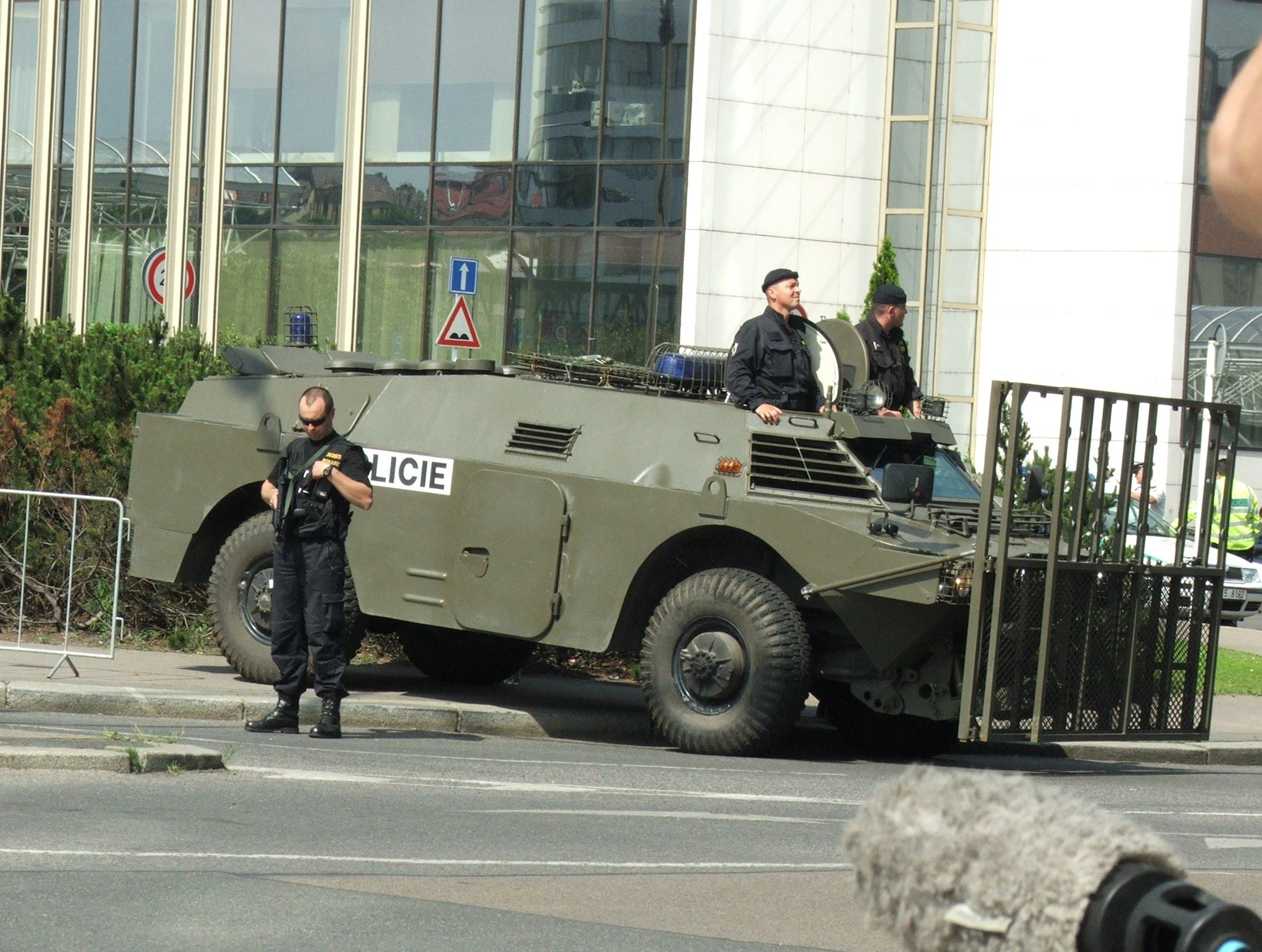
České obrněné vozidlo OKV-P v Praze během návštěvy prezidenta George W. Bushe, červen 2007.
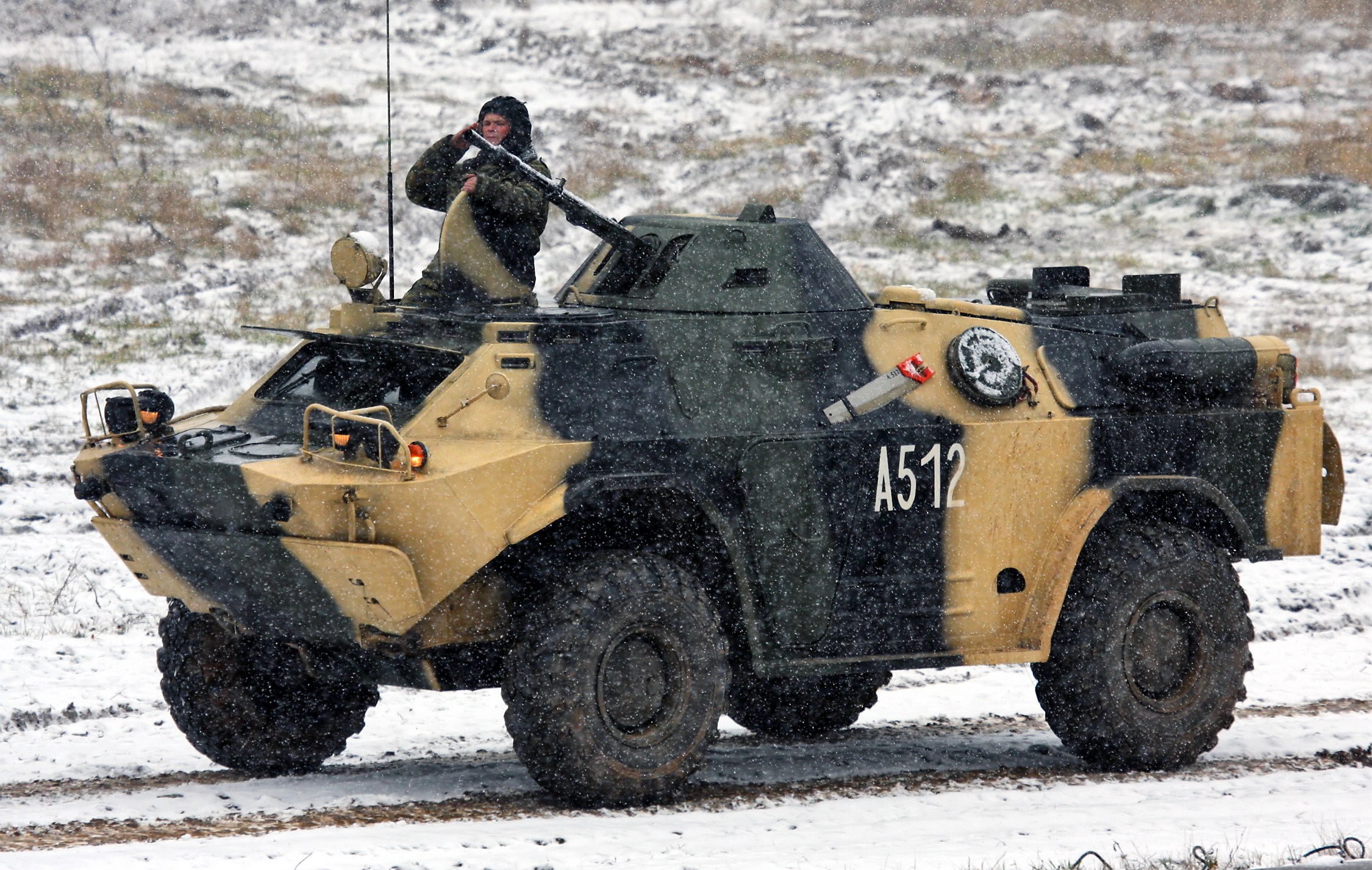
Ruská modernizace BRDM-2M

## Uživatelé

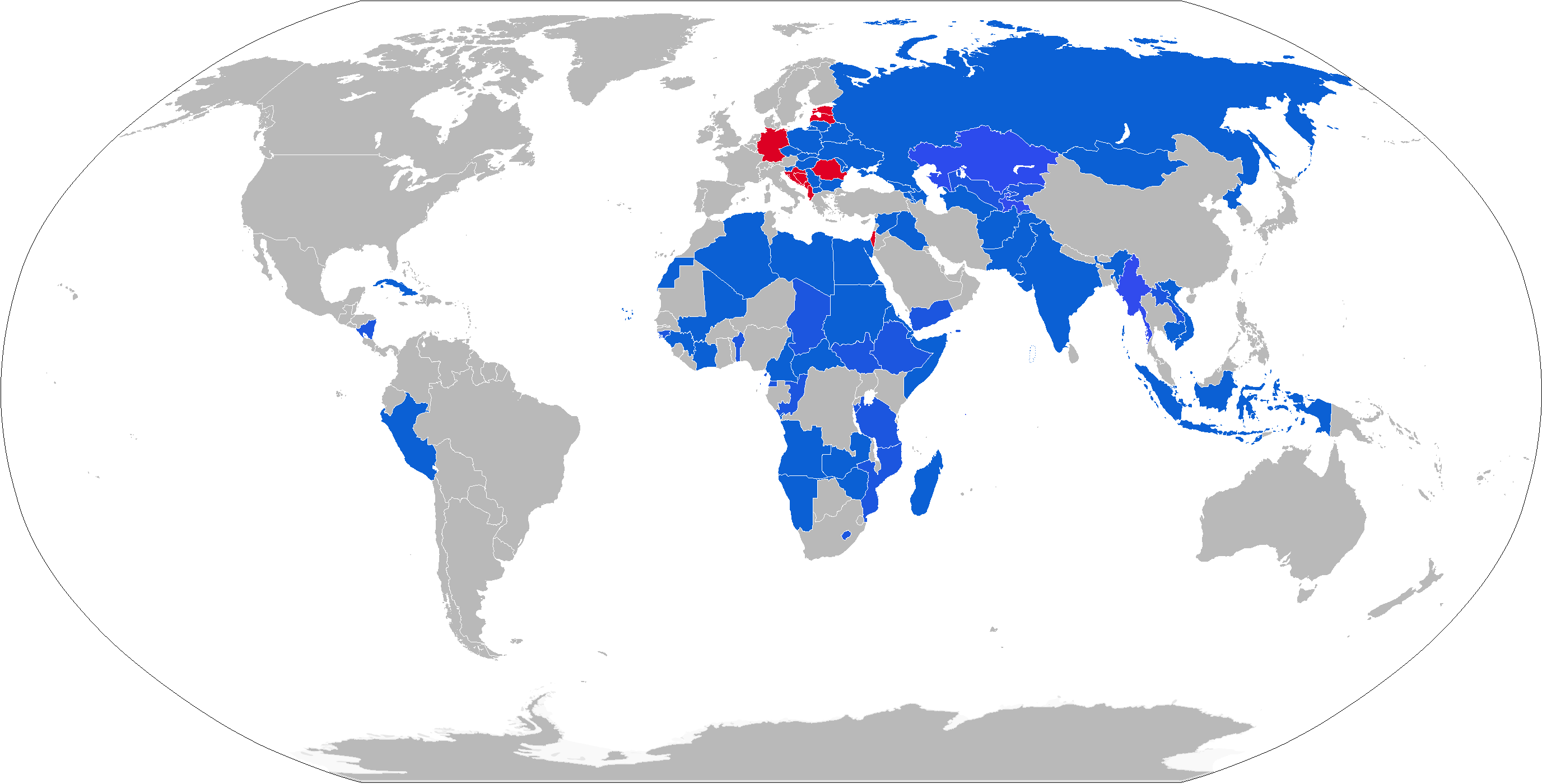
Mapa uživatelů BRDM-2 (modře), červeně jsou bývalí uživatelé

- Afghánistán
- Alžírsko
- Angola
- Benin
- Bělorusko
- Bulharsko
- Československo
- Egypt
- Etiopie
- Guinea,
- Guinea-Bissau
- Indie
- Irák
- Izrael
- Jugoslávie
- Kapverdy
- Konžská republika
- Kuba
- Libye
- Madagaskar
- Maďarsko
- Malawi
- Mali
- Maledivy
- Mauritánie
- Mongolsko
- Mosambik
- Namibie
- Nikaragua
- Peru
- Polsko
- Rovníková Guinea
- Rumunsko
- Rusko[2]
- Seychely
- Somálsko
- SSSR
- Súdán
- Sýrie
- Tanzanie
- Vietnam